# Stilul tipografic internațional

Akzidenz Grotesk, conceput în 1896 pentru turnătoria de litere H. Berthold AG.
Acest tip de literă a fost o emblemă a stilului elvețian modernist.

Stilul tipografic internațional, denumit și stilul elvețian, este un stil de design grafic conceput în Elveția în anii 1950, care pune accent pe aspectul ordonat, pe lizibilitate și pe obiectivitate.
Stilul se caracterizează, printre altele, prin aranjarea asimetrică în pagină, folosirea grilei, utilizarea unor tipuri de literă fără serife (ca, de exemplu, Akzidenz Grotesk) și alinierea textului la stânga (marginea din dreapta fiind neregulată).
De asemenea, în cadrul acestui stil sunt preferate fotografiile în locul ilustrațiilor sau al desenelor. Multe dintre primele lucrări realizate în stilul tipografic internațional utilizează tipografia ca element principal de design, nu doar ca mijloc de redare a textului, de aici provenind denumirea stilului.

## Mișcări asociate
În timpul anilor 1900, alte mișcări bazate pe design au fost formulate, influențate și influențate de mișcarea tipografică internațională. Aceste mișcări au apărut în cadrul relațiilor dintre domeniile artistice, inclusiv arhitectura, literatura, designul grafic, pictura, sculptura, dar și în alte domenii artistice.
De Stijl a fost o mișcare artistică olandeză care a avut o importanță deosebită în perioada 1917-1930. Referindu-se la neoplasmism, această strategie artistică a căutat să reflecte un nou ideal utopic de armonie și ordine spirituală. A fost o formă de abstracție pură, prin reducerea la esențialele formei și culorii, folosind planuri verticale și orizontale folosind numai culorile alb-negru și cele primare. Susținătorii acestei mișcări au inclus pictori precum Piet Mondrian, Vilmes Huszar și Bart van der Hoff, precum și arhitecți precum Gerrit Rietveld, Robert van't Hoff și J.J.P. Oud.
Bauhaus a fost o mișcare germană care a subliniat puritatea geometriei, absența ornamentării și motto-ul cunoscut „forma urmează funcția.” Aceasta a fost o școală de gândire care combina meșteșugurile cu artele frumoase și a fost fondată de Walter Gropius. Scopul a fost de a lucra spre esența formei, care urmează relația funcțională pentru a facilita un stil care ar putea fi aplicat la toate problemele de design — stilul internațional.
Constructivismul era o filozofie artistică/arhitecturală care a apărut din Rusia în anii 1920. Stilul se dezvolta prin obiecte mecanice asortate care erau combinate în forme structurale mobile. Punctele de reper ale mișcării includeau reducerea geometrică, foto-montajul și palete simplificate.
Suprematismul, care a apărut în 1913, este o altă mișcare a artei de avangardă ruse, axată în mod similar pe simplificarea și puritatea formelor geometrice pentru a vorbi cu valorile spiritualității.
Toate aceste mișcări, inclusiv stilurile tipografice internaționale, sunt definite de puritatea reducționistă ca o strategie convingătoare de transmitere a mesajelor prin ierarhii geometrice și bazate pe culoare.